# Prepona saglioi
Prepona saglioi är en fjärilsart som beskrevs av Le Moult 1932. Prepona saglioi ingår i släktet Prepona och familjen praktfjärilar. Inga underarter finns listade i Catalogue of Life.